# Marek Stremecki
Marek Stremecki (ur. 29 września 1954 w Krakowie) – polski dziennikarz, aktor i scenarzysta. W latach 2008–2022 rzecznik prasowy Muzeum Historii Polski w Warszawie.

## Życiorys
Związany z tytułami takimi jak „Czas Krakowski” i jako reporter w Radiu Zet. W latach 2001 do 2009 roku redaktor w Polskiej Agencji Prasowej. W latach 2007–2013 prowadził program „Skalpel i dusza” w telewizji Religia TV i „Klub Trójki” w Programie 3 Polskiego Radia (2008–2009). Od 2010 roku redaktor odpowiedzialny portalu historycznego dzieje.pl wydawanego jest przez Muzeum Historii Polski i Polską Agencję Prasową.